# Auguszta Mária Lujza bajor hercegnő
Auguszta Mária Lujza bajor hercegnő (Prinzessin Auguste Maria Luise von Bayern) (München, 1875. április 28. – Regensburg, 1964. június 25.); a Wittelsbach-házból való bajor hercegnő, Ferenc József császár és király unokája, József Ágost főherceg felesége, ennek révén osztrák főhercegné (Erzherzogin von Österreich), magyar királyi hercegné.

## Élete

### Származása, testvérei
Auguszta Mária Lujza hercegnő 1875. április 28-án született Münchenben. Édesapja Lipót Miksa József bajor királyi herceg (1846–1930) volt, Luitpold bajor régens (1821–1912) és Habsburg–Toscanai Auguszta Ferdinanda főhercegnő (Auguste Ferdinande von Österreich, 1825–1864) fia.
Édesanyja Gizella osztrák főhercegnő, császári és királyi hercegnő, bajor hercegné (1856–1932) volt, Ferenc József császár és király legidősebb leánya. Apja és anyja egymás másodfokú unokatestvérei voltak.
A házaspárnak négy gyermeke született (Ferenc József unokái). Másodiknak született Auguszta főhercegnő, aki első keresztnevét apai nagyanyja, Auguszta Fernanda főhercegnő után kapta:
- Erzsébet Mária Auguszta bajor hercegnő (Elisabeth Marie Auguste von Bayern, 1874–1957), aki Otto Ludwig Philipp von Seefried auf Buttenheim grófhoz ment feleségül.
- Auguszta Mária Lujza hercegnő (1875–1964)
- György Ferenc József bajor herceg (Georg Franz Josef von Bayern, 1880–1943), aki Habsburg-Tescheni Izabella főhercegnőt (1888–1973), Frigyes főherceg leányát vette feleségül.
- Konrád Luitpold Ferenc bajor herceg (Konrad Luitpold Franz von Bayern, 1883–1969).

### Házassága, gyermekei

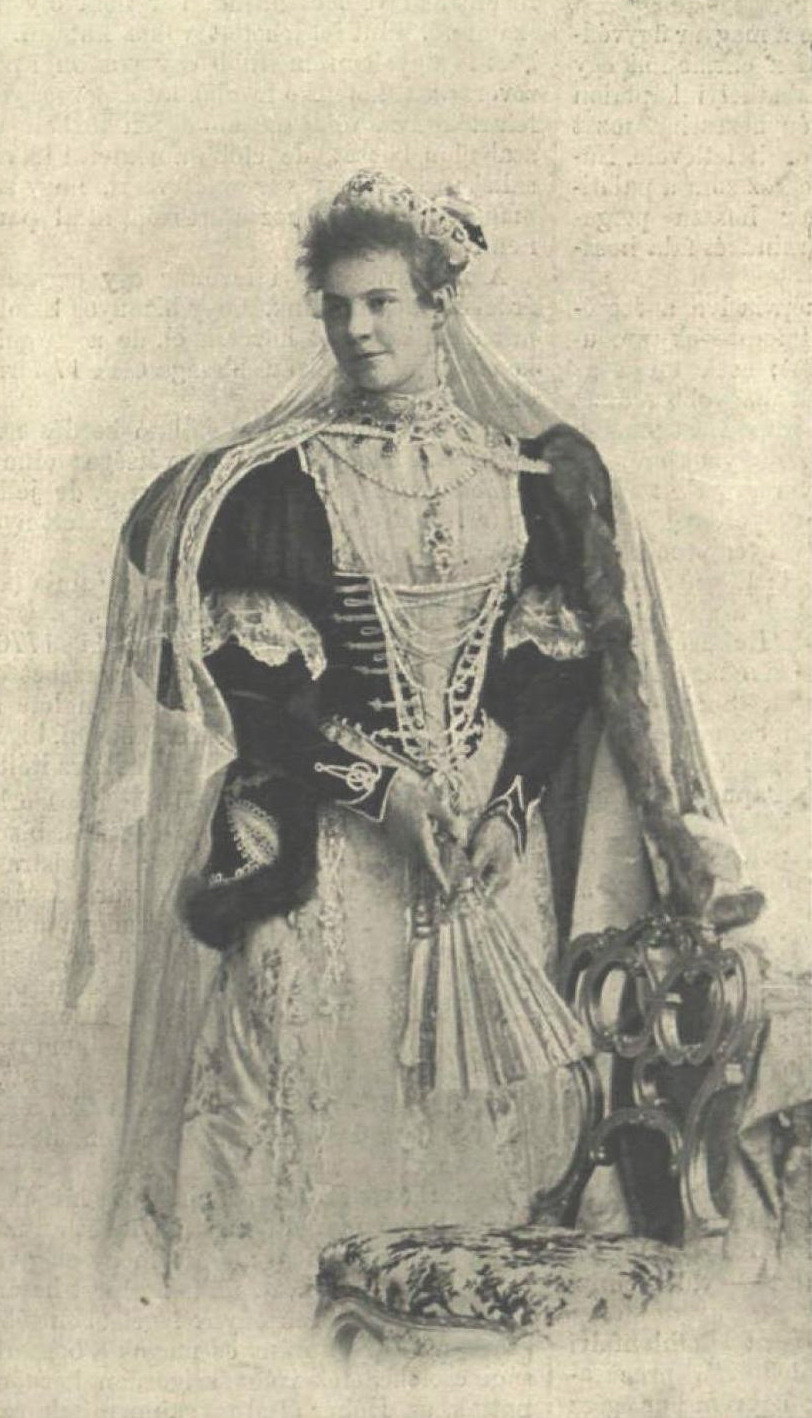
A főhercegné magyar díszben. Strelisky Lipót fényképe

Auguszta hercegnő 1893. november 15-én Münchenben feleségül ment József Ágost osztrák főherceghez (1872–1962), Szász–Coburg–Koháry Klotild Mária Adél Amália hercegnő (1846–1927) és József Károly Lajos főherceg (1833–1905) magyar honvéd főparancsnok fiához, József nádor unokájához, II. Lipót német-római császár, magyar és cseh király dédunokájához. Férje révén Auguszta osztrák főhercegnéi, magyar és cseh királyi hercegnéi rangra emelkedett. A házasságból hat gyermek született, négyen érték meg a felnőttkort:
- József Ferenc főherceg (1895–1957), aki százados (Rittmeister) lett a 7. huszárezredben, az első világháborúban elnyerte az Ezüst Vitézségi Érmet. A Monarchia széthullása után belépett a Magyar Királyi Honvédség kötelékébe. Anna Mónika szász királyi hercegnőt vette feleségül.
- Gizella Auguszta Anna Mária főhercegnő (1897–1901), kisgyermekként meghalt.
- Zsófia Klementina Erzsébet főhercegnő (1899–1978).
- László Luitpold főherceg (1901–1946).
- Mátyás József Albert főherceg (1904–1905), kisgyermekként meghalt.
- Magdolna Mária Rainéria főhercegnő (1909–2000), festőművész, szobrász.

A kortársak szerint Auguszta hercegnő csúnya és hízásra hajlamos leány volt, és 1893. szeptember 4-én József főherceg csupán azért kapta volna meg a bajor Szent Hubert érdemrendet, hogy elveszi Auguszta hercegnőt. A fiatal pár gyermekei még Ferenc József életében megszülettek, az idős császári dédapa nagy örömére.

### Társadalmi tevékenysége
Auguszta férje az első világháború alatt eredményes harctéri parancsnokként ténykedett, főleg az olasz fronton. Személyes hősiességéért több kitüntetést kapott, a világháború végére tábornagyi (Feldmarschall) rangig, hadseregcsoport-parancsnoki beosztásig jutott. Auguszta főhercegné az első világháború alatt, más főrangú asszonyokhoz (így például Zita császárné és királynéhoz) hasonlóan, a Vöröskereszt szervezetéhez csatlakozva háborús sebesülteket ápolt, és jelentős pénzügyi támogatásokat is adományozott a jótékonysági szervezeteknek. Megalapította az „Aranyat vasért” („Gold für Eisen”) mozgalmat, amely a jómódú arisztokrata és polgári családokat arra ösztönözte, hogy arany ékszereik leadásával támogassák a Monarchia háborús erőfeszítéseit.
Védnökségével alakult 1914-ben az Auguszta-alap nevű társadalmi szervezet, amely közadakozást gyűjtött a civil lakosságtól háborús segélyezésre. Ennek keretében létesült Kőbányán a szükségkórház, amelyet azután 1919-ben a vagonlakó menekültek részére szükség-lakóteleppé alakítottak át. Mind a kórház, mind a telep Auguszta nevét viselte.
1918. október végétől József főherceg IV. Károly király személyes helytartójaként teljhatalommal intézkedett, de a forradalom kitörését nem akadályozhatta meg. A Magyar Tanácsköztársaság ideje alatt a család Alcsúton, a nádori kastélyban élt, nem esett bántódásuk.
A Horthy-konszolidáció után, a két világháború közötti években a házaspár, királyi hercegi és hercegasszonyi státuszukból adódóan, a magyar „úri társaság” középpontjába került. Rendszeres díszvendégei voltak a társadalmi és művészeti eseményeknek. József főherceg a magyar legitimisták uralkodójelöltje volt. Az alcsúti nádori kastélyban és a budai várban, a főhercegi (volt Teleki-) palotában gyakran rendeztek ünnepélyes fogadásokat. Auguszta hercegasszony erősen elhízott, ez a pesti kabarék és élclapok témája is volt, olykor az ízléstelenség határán túl is. Aktívan jótékonykodott, több magyar karitatív szervezet elnökasszonyi tisztjét is betöltötte.
1944 októberében férje, József főherceg Szálasit támogatta. A háború után jobbnak látták, ha külföldre menekülnek. Magyarországi kastélyaik (Alcsút, Budavár) elpusztultak, birtokaikat 1948-ban államosították. A házaspár először az Egyesült Államokba emigrált, később visszatértek Bajorországba, ahol Auguszta sógornője, Margit Klementina Mária főhercegnő (1870–1955), Thurn und Taxis hercegné és családja fogadta be őket. Auguszta főhercegné 1962-ben megözvegyült, majd 1964. június 25-én, 89 éves korában Regensburgban elhunyt. A feldafingi temetőben helyezték örök nyugalomra, férje, József Ágost főherceg mellé.

## Leszármazottainak későbbi sorsa
Auguszta főhercegné legidősebb fia, József Ferenc főherceg 1957-ben meghalt. Az ő legidősebb fiát, Auguszta unokáját, József Árpád királyi herceget (1933–2017) a Magyar Vitézi Szék a Vitézi rend negyedik főkapitányává választotta 1977. december 3-án.

## Emlékezete
Nevét viseli a Debreceni Egyetem klinikájának Auguszta Központja, ahol szobrot is avattak a tiszteletére.